# Ulm
Ulm (njemački izgovor: [ʔʊlm]) je grad u njemačkoj Bundesland Baden-Württemberg pokrajini, smješten na rijeci Dunav. Grad, čije se stanovništvo procjenjuje na 120.000 (2006), oblici urbanog okruga  (njemački: Stadtkreis) te je administrativno središte Alb-Donau okruga. Ulm, osnovan oko 850. bogate je povijesti i tradicije kao bivši Slobodni grad (njemački: Freie Reichsstadt). Danas je gospodarsko središte, zbog svoje raznolike industrije, te je sjedište sveučilišta (Sveučilište u Ulmu, osnovano 1967). Međunarodno, Ulm je prvenstveno poznat po crkvi s najvišim zvonikom u svijetu, po gotičkoj katedrali (Ulm Minster, njemački: Ulmer Münster), a poznat je i kao mjesto rođenja Alberta Einsteina.

## Povijest
Najstariji trag naseljavanja Ulma i okolice počinje u ranom neolitiku, oko 5000 pr. Kr. Najraniji tragovi naselja Ulma i okolice datiraju od ranog neolitika, oko 5000 pr. Kr. Naselja su identificirana, ovaj put u selima i Egingen Lehr, sada četvrti u gradu. U gradu Ulmu u područjima primjerenima, najstariji podaci datiraju iz kasnog neolitika. Ulm se prvi put spominje 854., Friedrich Barbarossa proglasio ga je Carskim gradom (njemački: Reichsstadt) 1181. godine.
U početku, Ulmov značaj je zbog privilegija Königspfalz, mjesto boravka srednjovjekovnih njemačkih kraljeva i careva na svojim čestim putovanjima. Kasnije, Ulm je postao grad trgovaca i obrtnika. Jedan od najznačajnijih pravnih dokumenata grada, sporazum između patricija Ulma i trgovine cehova (njemački: Großer Schwörbrief), datira iz 1397. Ovaj dokument, koji se smatra početkom gradskog ustava i početak izgradnje velike crkve (Ulm Minster, 1377), koju nije financirala crkva nego stanovnici Ulma sami, pokazuje asertivnost građana srednjovjekovnog Ulma.

## Obrazovanje
Ulm je sveučilišni grad, sa značajnim medicinskim i prirodoslovnim fakultetima.
Sveučilište u Ulmu je osnovano 1967., a usredotočuje se na znanosti, medicine, inženjerstvo i matematiku/ ekonomiju. Sa 7.246 studenata u 2005./06., to spada u manja sveučilišta u Njemačkoj.
Ulm je i sjedište Sveučilišta primijenjenih znanosti (njemački: Fachhochschule), osnovana je 1960. kao javna škola inženjerstva. Škola također pruža smještaj brojnim studentima iz cijelog svijeta u sklopu međunarodnog programa studija u inozemstvu. 
Godine 1953 Inge Scholl-Aicher, Otl Aicher i Maxa Billa osnovali Ulmovu školu dizajna, (njemački: Hochschule für Gestaltung - HFG Ulm), za dizajn u tradiciji Bauhausa, koje je međutim zatvoreno 1968. godine.
Ulmova javna knjižnica (Stadtbibliothek Ulmu) ima preko 480.000 tiskanih medija. Grad ima javno kazalište dramske, operne i baletne produkcije, nekoliko manjih kazališta i stručni filharmonijski orkestar.

## Poznate osobe
- Dieter Hoeneß-nogometaš
- Albert Einstein, rođen u Ulmu 14. ožujka 1879.
- Erwin Rommel, rođen u Heidenheimu kraj Ulma 15. studenog 1891.
- Uli Hoeneß-nogometaš

## Vanjske poveznice
- Službena stranica

### Ostali projekti
|  | Zajednički poslužitelj ima još gradiva o temi Ulm |